# 陳陽春
陳陽春（1946年3月9日—2023年2月9日），出生於台灣雲林縣北港鎮，台灣知名水彩畫家。推動台灣水彩畫不遺餘力，2007年起創辦華陽獎並促進國際文化交流。2023年逝世。

## 生平與貢獻
於世界五大洲30多個城市共舉辦過215次個展
。透過水彩藝術進行國民外交，將臺灣的風景帶到世界各地，獲外交部頒贈外交部之友紀念章
。並做為台灣文化藝術代表，畫作長期陳列於總統府會客室
，總統府頒贈感謝狀。
推動台灣水彩藝術，2007年起創辦華陽獎，得到研華文教基金會與第一銀行文教基金會贊助，自第七屆起徵畫範圍擴大至五大洲，於第八屆更名為世界水彩華陽獎並附設台灣學生水彩華陽獎
。逝世後獲頒文化部旌揚狀。
。